# A Bag of Shells
A Bag of Shells je soundtrackové album amerického hudebníka a hudebního skladatele Jamieho Safta, vydané v březnu 2010 u vydavatelství Tzadik Records. Jde o soundtrack ke čtyřem dokumentárním filmům, ke kterým Saft složil hudbu: Murderball (2005), God Grew Tired of Us (2006), Dear Talula (2007) a Brooklyn Exile (2007).

## Seznam skladeb
Autorem všech skladeb je Jamie Saft.
| Pořadí | Název                  | Délka |
| ------ | ---------------------- | ----- |
| 1.     | Murderball             | 1:22  |
| 2.     | My Biggest Fear        | 4:27  |
| 3.     | Circle C               | 1:50  |
| 4.     | Morning Music          | 7:30  |
| 5.     | Social Security        | 0:50  |
| 6.     | Joe's Rush             | 2:22  |
| 7.     | Ninann                 | 1:15  |
| 8.     | Right Again            | 5:16  |
| 9.     | Piano for the Masses   | 1:10  |
| 10.    | Parliament             | 3:26  |
| 11.    | Keith Goes Home        | 4:03  |
| 12.    | Job Corps              | 1:27  |
| 13.    | Dezert Blues           | 4:25  |
| 14.    | Hyphen's Air           | 2:57  |
| 15.    | Hermans                | 4:52  |
| 16.    | Brooklyn Exile (Theme) | 2:32  |

## Obsazení
- Jamie Saft – piano, elektrické piano, mellotron, varhany, syntezátory, kytara, baskytara, bicí, perkuse, programování
- Bill McHenry – tenorsaxofon
- Erik Friedlander – violoncello
- Yacouba Sissoko – kora
- Shanir Ezra Blumenkranz – úd
- Vin Cin – baskytara
- Bobby Previte – bicí
- Dmitriy Shnaydman – bicí
- Cyro Baptista – perkuse